# المجموعات العرقية في لوس أنجلوس
المجموعات العرقيَّة في لوس أنجلوس، يُظهر التنوُّع العرقي في مدينة لوس أنجلوس الأمريكية على مدار عُقود من تاريخ المدينة مع التنوُّعات العِرقيَّة والهجرات البشريَّة من عددٍ من المناطق حول العالم. وجد تعداد الولايات المتحدة لعام 1990 وتعداد الولايات المتحدة لعام 2000 أن البيض غير اللاتينيين أصبحوا أقلية في لوس أنجلوس. تشير تقديرات نتائج تعداد الولايات المتحدة لعام 2010 إلى أن اللاتينيين يشكلون ما يقرب من (47-49٪) من سكان المدينة، حيث ازداد من نسبة 40٪ لإحصاء عام 2000 في مُقابل إحصاء عام 1990 الذي بلغ نحو 30-35٪.
كان التركيب العرقي/الإثني/الثقافي للوس أنجلوس اعتبارًا من مسح المجتمع الأمريكي 2005-2009 على النحو التالي:
- البيض: 41.3% (البيض غير اللاتينيين: 29.4%)
- ذوي الأصول الإسبانيَّة أو اللاتينيَّة (من أي عرق): 47.5%
- ذوي الأصول الإفريقيَّة أو الأمريكان السُّود: 9.8%
- الأمريكيين الأصليين: 0.5%
- ذوي الأصُول الآسيويَّة: 10.7%
- سكان هاواي الأصليون وسكان جزر المحيط الهادئ الأخرى: 0.2%
- أعراق أخرى: 25.2%
- أمريكيون مُتعددو الأعراق : 2.8%

حوالي 59.4% من سكان لوس أنجلوس ولدوا في الولايات المتحدة البالغ عددها خمسين ولاية، و0.9% ولدوا في بورتوريكو، أو في الخارج لأبوين أمريكيين. 39.7% من السكان ولدوا في الخارج. معظم الأجانب (64.5%) ولدوا في أمريكا اللاتينية. أقلية كبيرة (26.3٪) ولدت في آسيا. وُلدت أعداد أقل في أوروبا (6.5%)، وإفريقيا (1.5%)، وأمريكا الشمالية (0.9%)، وأوقيانوسيا (0.3%).

## الأمريكيين السُّود
تأسست لوس أنجلوس على يد مستوطنين كانوا في الغالب من أصل أفريقي، وكان عدد سكان المدينة 2100 أمريكي أسود في عام 1900. وبحلول عام 1920 ارتفع هذا العدد إلى حوالي 15 ألف إنسان. في عام 1910، كانت المدينة لديها أعلى نسبة من ملكية المنازل السوداء في البلاد، حيث كان أكثر من 36٪ من سكان المدينة الأمريكيين من أصل أفريقي يمتلكون منازلهم الخاصة. وصف الزعيم الأسود دو بويز لوس أنجلوس في عام 1913 بأنها "مكان رائع" لأنها كانت أقل تعرضًا للتمييز العنصري بسبب قلة عدد سكانها والتوترات المستمرة بين الأنجلوين والمكسيكيين. تغير الأحوال في عشرينيات القرن الماضي عندما انتشرت المواثيق التقييدية التي فرضت الفصل العنصري. كان السود محصورين في الغالب على طول الممر الجنوبي المركزي في واتس والجيوب الصغيرة في فينيس وباكويما، والتي تلقت خدمات أقل بكثير من المناطق الأخرى في المدينة.
بعد الحرب العالمية الثانية، ارتفع عدد السكان السود في المدينة من 63 ألف في عام 1940 إلى 170 ألف بعد عقد من الزمن، حيث استمر الكثيرون في الفرار من الجنوب بحثًا عن فرص أفضل. وبحلول عام 1960، كانت لوس أنجلوس تضم خامس أكبر عدد من السكان السود في الولايات المتحدة، وهي أكبر من أي مدينة في الجنوب. ومع ذلك، بقي السُّود في جيوب منفصلة. حظرت المحكمة العليا التنفيذ القانوني للمواثيق التقييدية ذات التوجه العرقي في قضية شيلي ضد كريمر (1948)، إلا أن ملكية السود للمنازل انخفضت بشدة خلال هذه الفترة.
أدت عقود من سوء معاملة الشرطة نحو السُّود وغيرها من المظالم العنصرية في النهاية إلى أعمال شغب في منطقة واتس عام 1965، بعد حادث مروري بسيط أدى إلى أربعة أيام من أعمال الشغب. قُتل أربعة وثلاثون شخصًا وجُرح 1034 آخرين بتكلفة قدرها 40 مليون دولار من الأضرار والنهب في الممتلكات. احترقت العديد من الشركات في شارع 103 حتى أصبح يُعرف باسم "زقاق الفحم".
سعت المدينة إلى تحسين الخدمات الاجتماعية لمجتمع السود، إلا أنه ومع اختفاء العديد من الوظائف الصناعية ذات الأجور المرتفعة، بقيت معدلات البطالة بين السود مُرتفعة. ما أدى أيضًا إلى تزايد عصابات الشوارع والمخدرات في مجتمعات الأقليات، والذي سبب تفاقم المشاكل المُتراكمة لدى المُجتمع.
بحلول عام 1990، أصبحت شرطة لوس أنجلوس، التي اتبعت نموذجًا شبه عسكري منذ نظام الرئيس باركر في الخمسينيات، أكثر عزلة عن مجتمعات الأقليات بعد اتهامات بالتنميط العنصري. في عام 1992، برَّأت هيئة محلفين في ضواحي سيمي فالي ضباط شرطة بيض في لوس أنجلوس متورطين في ضرب سائق السيارة الأسود رودني كينج في العام السابق.
بعد أربعة أيام من أعمال الشغب، وأكثر من 50 حالة وفاة، وخسائر في الممتلكات تُقدر بمليارات الدولارات، معظمها في وسط المدينة، استعاد الحرس الوطني لجيش كاليفورنيا، والقوات الفيدرالية، والشرطة المحلية وشرطة الولاية السيطرة أخيرًا.
منذ الثمانينيات، غادرت المزيد من عائلات السُّود من الطبقة المتوسطة المركز المركزي في لوس أنجلوس للاستقرار في بلديات كاليفورنيا الأخرى أو خارج الولاية .  في عام 1970، كان المواطنون السُّود يشكلون 18% من سكان المدينة. وقد انخفضت هذه النسبة إلى 10% في عام 2010 مع استمرار العديد من الأشخاص في المغادرة للاستقرار في أماكن أخرى. لا تزال لوس أنجلوس تضم أكبر عدد من السكان السود مقارنة بأي مدينة في غرب الولايات المتحدة. انتقل السود من لوس أنجلوس إلى الضواحي الشمالية لمدينتي بالمديل ولانكستر.
المهاجرون السود الكاريبيون والأفارقة هم الأحدث من الفئات السَّوداء المُهاجرة. يعيش في لوس أنجلوس 7000 نيجيري، و5000 إثيوبي، و1000 غاني، و9900 جامايكي، و1900 هايتي، و1700 ترينيدادي. وتتركز في جنوب لوس أنجلوس وكومبتون وإنجليوود.
هنالك جالية إثيوبية وإريترية في منطقة إثيوبيا الصغيرة.
تتواجد أيضًا الكريليُّون اللويزانيُّون في لوس أنجلوس. بين عامي 1940 و1970، هاجر ما يقرب من 5 ملايين أمريكي من أصل أفريقي من جنوب الولايات المتحدة إلى الشمال خلال الهجرة الكبرى الثانية. جاء العديد منهم من الولايات الجنوبية المتاخمة لساحل الخليج، وفي المقام الأول من تكساس ولويزيانا وميسيسيبي. استقرت العائلات السوداء من لويزيانا الهاربة من عنصرية جيم كرو في المقام الأول في كاليفورنيا. وكان العديد منهم من الكريول في لويزيانا.

### الإثيوبيين
هناك جالية إثيوبية كبيرة في إثيوبيا الصغيرة.

### الجامايكيون
يتركز الجامايكيون في مناطق جنوب لوس أنجلوس وساوث باي ولونج بيتش.

### الأفارقة
هناك مجتمع متزايد من المهاجرين الأفارقة في لوس أنجلوس. أكبر مجموعات المهاجرين الأفارقة هم المصريون والنيجيريون والإريتريون وجنوب إفريقيا والغانيون والإثيوبيون والكاميرونيون والمغاربة والأوغنديون والكينيون والإريتريون.

## الأمريكيين الآسيويين
وفقًا لتقرير "مجتمع من التناقضات: الأمريكيون الآسيويون وسكان هاواي الأصليون وسكان جزر المحيط الهادئ في مقاطعة لوس أنجلوس" الذي أعدته مجموعة الأمريكيين الآسيويين غير الربحية تعزيز العدالة - لوس أنجلوس (المركز القانوني الأمريكي لآسيا والمحيط الهادئ سابقًا)، كان لدى مقاطعة لوس أنجلوس 1,497,960 آسيويًا الأمريكيون اعتبارًا من عام 2010. حيث أنه من عام 2000 إلى عام 2010، زاد عدد السكان الآسيويين في مقاطعة لوس أنجلوس بنسبة 20%.
اعتبارًا من عام 2010، وفي داخل مقاطعة لوس أنجلوس، هنالك 13 مدينة ومكانًا ذات أغلبية آسيوية. ومنذ ذلك العام، كانت مدينة لوس أنجلوس تضم أعلى عدد من السكان الآسيويين، حيث كان عددهم أقل بقليل من 500 ألف نسمة. المدينة التي بها أعلى نسبة من الآسيويين كانت مونتيري بارك، والتي كانت 68٪ آسيوية. من عام 2000 إلى عام 2010، شهدت مدينة أركاديا زيادة في عدد سكانها الآسيويين بنسبة 38٪، وهي أكبر زيادة من نوعها في المقاطعة.
واعتبارًا من عام 2010، في العالم، باستثناء البلدان الأصلية المعنية، تضم مقاطعة لوس أنجلوس أكبر عدد من السكان من البورميين والكمبوديين والصينيين والفلبينيين والإندونيسيين والكوريين والسريلانكيين والتايلنديين.
في مقاطعة لوس أنجلوس، كانت أكبر المجموعات العرقية الآسيوية هي الصينيين والفلبينيين. وفي الفترة المُمتدة بين 2000-2010 ارتفعت نسبة الأمريكيين البنغلاديشيين بنسبة 122%. كان لدى الأمريكيين الهنود، والأمريكيين الباكستانيين، والأمريكيين السريلانكيين، وغيرهم من المجموعات العرقية في جنوب آسيا، "معدلات نمو مرتفعة"، وفقًا للتقرير وكما أعاد صياغته إلسون ترينيداد من منظمة KCET.
واعتبارًا من عام 2010، من بين المجموعات العرقية الآسيوية، ولد 70% من الأمريكيين اليابانيين في الولايات المتحدة، وهو أعلى معدل من نوعه بين المجموعات العرقية. 19% من الأمريكيين اليابانيين كانوا من كبار السن، وهي أعلى نسبة بين المجموعات العرقية. وفي الفترة من 2000 إلى 2010، زاد عدد الأمريكيين اليابانيين بنسبة 1%، وهو أدنى معدل بين المجموعات العرقية في المجتمع الأنجلسي.

### البنغلاديشيين
يعيش أكثر من 20 ألف بنغلاديشي في منطقة لوس أنجلوس. هناك مجتمع بنغلاديشي في منطقة بنغلاديش الصغيرة. 

### الكمبوديين
يتركز الكمبوديون في مدينة لونغ بيتش، وفان نويس في وادي سان فرناندو، ومنطقة مونتيري بارك-الهامبرا في جنوب وادي سان غابرييل، ومنطقة وولنت-بومونا في شرق وادي سان غابرييل.

### الصينيين
وصل أول صيني إلى لوس أنجلوس في عام 1850. جاءت الغالبية العظمى من مُقاطعة غوانغدونغ في جنوب شرق الصين، سعيًا وراء ثروة في "غام سان" (جبل الذهب)، حسب الدعاية الصينيَّة للتعبير حول أمريكا. جاء هنري هنتنغتون ليقدر خبرتهم كمهندسين. قال لاحقًا إنه لم يكن ليتمكن من بناء الجزء الخاص به من خط السكة الحديد العابر للقارات بدونهم. بعد الانتهاء من بناء خط السكة الحديد العابر للقارات، أخذ معظمهم أرباحهم وعادوا إلى الصين، حيث يمكنهم العثور على زوجة وامتلاك قطعة أرض صغيرة. وانتقل آخرون إلى الأحياء الصينية في المدن. وبحلول عام 1870، كان هناك 178 صينيًا في لوس أنجلوس؛ 80٪ كانوا من الرجال البالغين. وكان معظمهم يعملون في غسيل الأموال وطهاة ومزارعي وبائعي فواكه وخضروات.
اتهمت النقابات العمالية للصينيين بخفض أجور العمال الأنجلويين ومستويات معيشتهم، ولأنهم حكموا من قبل جمعيات سرية عنيفة تعرف باسم "الملاقط". امتلأت صحف لوس أنجلوس وسان فرانسيسكو بالدعاية المناهضة للصين.
كان الحي الصيني المزدهر، الواقع على الحافة الشرقية للساحة، موقعًا لأعمال عنف رهيبة في 24 أكتوبر 1871. حيث أدى تبادل إطلاق النار بين الملقط المتنافس إلى مقتل رجل أبيض عرضيًا. أثار هذا غضب المارة، ونزل حشد من حوالي 500 من الأنجلو واللاتينيين إلى الحي الصيني. لقد أعدموا بشكل عشوائي 19 رجلاً وصبيًا صينيًا، ربما يكون واحد منهم فقط متورطًا في عملية القتل الأصلية. وتم نهب المنازل والشركات. تمت محاكمة 10 مثيري شغب فقط. وأُدين ثمانية منهم بالقتل غير العمد، ولكن تم إلغاء إدانتهم في العام التالي لأسباب فنية قانونية. كانت هذه المذبحة الصينية عام 1871 هي المرة الأولى التي يتم فيها نشر أخبار لوس أنجلوس على الصفحات الأولى للصحف في جميع أنحاء العالم، حتى أنها مزاحمة تقارير حريق شيكاغو العظيم، الذي وقع قبل أسبوعين. وبينما ذهبت صحيفة "لوس أنجلوس ستار" إلى حد وصف المذبحة بأنها "نصر مجيد"، أبدى آخرون قلقهم من الصورة العنصرية والعنيفة للمدينة. ومع الفرص الاقتصادية القادمة للسكك الحديدية، وضع آباء المدينة أنفسهم للقضاء على عنف الغوغاء.
إلا أن جهودهم أدت إلى اتخاذ إجراءات أكثر تقييدًا وحزمًا ضد الصينيين. وفي الفترة من 1878 إلى 1879، أصدر مجلس المدينة عدة إجراءات أثرت سلبًا على تجار الخضروات الصينيين. وبسبب ذلك أضرب التجار الصِّينيين عن العمل. وبقيت لوس أنجلوس بدون خضروات لعدة أسابيع في إشارة إلى أهمية العمل الذي كانوا يُقدموه، مما أدى أخيرًا إلى جلوس المدينة على طاولة المفاوضات. كتب المؤرخ ويليام إسترادا حول الحادثة قائلًا: "ربما ساعد هذا الحدث غير المعروف الصينيين على فهم دورهم في المجتمع بشكل أفضل بالإضافة إلى قوة التنظيم كوسيلة للدفاع عن النفس في المجتمع. وكان الإضراب علامة على أن لوس أنجلوس كانت تمر تغير اجتماعي واقتصادي وتكنولوجي دراماتيكي وأن الصينيين كانوا جزءًا من هذا التغيير.

### الفلبينيين
تعد مدينة لوس أنجلوس موطنًا لواحدة من أكبر مجتمعات الفلبينيين في الخارج، حيث يبلغ عدد سكانها حوالي 150 ألف شخص من المولودين في الخارج ومتعددي الأجيال. يمكن العثور على المجتمعات الفلبينية الأمريكية في جميع أنحاء المدينة، ولكن هناك مدينة فلبينية تاريخية مخصصة تقع بالقرب من متنزه إيكو.

### الهنود
يقيم حوالي 109 آلاف أمريكي هندي في مقاطعة لوس أنجلوس.

### الاندونيسيين
تتواجد جالية إندونيسية في منطقة لوس أنجلوس.

### اليابانيين
تم ملء الفراغ العمالي الناتج عن قانون استبعاد الصينيين لعام 1882 بالعمال اليابانيين، وبحلول عام 1910، نشأت المستوطنة المعروفة باسم "ليتل طوكيو" بجوار الحي الصيني. واعتبارًا من ديسمبر 1941، كان هناك 37 ألف من العرق الياباني في مقاطعة لوس أنجلوس، وكان معظم البالغين منهم يفتقرون إلى حيازة الجنسية الأمريكية. تم تعطيل هجرتهم في عام 1942 حيث انتقل جميع السكان إلى معسكرات إعادة التوطين الداخلية في ما يُعرف باعتقال اليابانيين بسبب الحرب العالمية الثانية ولكون إمبراطورية اليابان كانت تُحارب الولايات المتحدة.

### الكوريين
منذ عام 1965 عندما تم تحرير قوانين الهجرة وظهر الانفتاح فيها، برزت لوس أنجلوس كمركز رئيسي للمجتمع الأمريكي الكوري. غالبًا ما يُنظر إلى "المدينة الكورية أو Korea Town" على أنها "العاصمة الكورية الخارجية". حيث كان العديد من ذوي الأصول الكوريَّة من رواد الأعمال، وافتتحوا متاجر ومصانع صغيرة. وشهد الحي الكوري تحولًا سريعا في التسعينيات، مع استثمارات ضخمة من قبل البنوك والشركات الكورية، ووصول عشرات الآلاف من الكوريين، فضلا عن أعداد أكبر من العمال من أصل إسباني. افتتح العديد من رواد الأعمال مشاريع صغيرة، وتضرروا بشدة من أعمال الشغب في لوس أنجلوس عام 1992.
في الآونة الأخيرة، يُنظر إلى الحي الكوري في لوس أنجلوس على أنه شهد تراجعًا في السلطة السياسية بشكل ثانوي لإعادة تقسيم المناطق وزيادة معدل الجريمة، مما أدى إلى نزوح الكوريين من المنطقة. بعد أعمال الشغب، انتقل الكثيرون إلى منطقة خليج سان فرانسيسكو.
وفقًا للكاتب بارك (1998)، فقد حفَّز العنف ضد الأمريكيين الكوريين في عام 1992 إلى ظهور موجة جديدة من النشاط السياسي بين الأمريكيين الكوريين، لكنه أدى أيضًا إلى تقسيمهم إلى معسكرين رئيسيين. حيث سعى "الليبراليون" إلى الاتحاد مع الأقليات الأخرى في لوس أنجلوس لمحاربة الاضطهاد العنصري وكبش الفداء. بينما في الجهة الأخرى، شدد "المحافظون" على القانون والنظام وفضلوا بشكل عام السياسات الاقتصادية والاجتماعية للحزب الجمهوري. ويميل المحافظون إلى التأكيد على الاختلافات السياسية بين الكوريين والأقليات الأخرى، وخاصة السود والأسبان. أفاد أبلمان ولي (1997) أن النتيجة الأكثر عمقًا كانت تسييس الأمريكيين الكوريين، في جميع أنحاء الولايات المتحدة. وقد أدرك جيل الشباب بشكل خاص أنهم لم يشاركوا كثيرًا في السياسة الأمريكية، وحولت أعمال الشغب اهتمامهم السياسي من كوريا الجنوبية إلى الظروف في الولايات المتحدة الأمريكية.

### الغجر / الرُّوما
يعيش حوالي 50 ألفًا من الغجر في لوس أنجلوس.

### التايلانديين
أكبر شتات تايلاندي خارج تايلاند موجود في لوس أنجلوس. تمثل منطقة "تاي تاون" نشاطًا حيويًا وظُهورًا فعليًا للمجتمع التايلاندي في لوس أنجلوس.

### الفيتناميين
يعيش قُرابة 87 ألف فيتنامي في لوس أنجلوس في عام 2010، وهناك جالية فيتنامية في منطقة لوس أنجلوس. يتركز الفيتناميون في وستمنستر وغاردين غروفي في منطقة لوس أنجلوس الكبرى، بينما ينتشر الفيتناميون الآخرون في مجتمعات صغيرة حول لوس أنجلوس. في وادي سان فرناندو، المجتمع الفيتنامي الوحيد المهم موجود في ريسيدا.

## الأميركيين الأوروبيين
أول الأوروبيين الذين استوطنوا في لوس أنجلوس هم الإسبان. فقد طالب المستكشف الأسباني خوان رودريغيز كابريلو بالأرض لصالح تاج قشتالة في 6 أكتوبر يتركز البيض في سلسلة جبال هوليوود هيلز. يوجد أيضًا عدد كبير من السكان البيض في ساوث باي، وشبه جزيرة بالوس فيرديس، وبيل إير، وماليبو، وبعض أقسام وادي سان غابرييل.

### الباسك
هناك مجتمع الباسك في لوس أنجلوس دون معرفة أعدادهم التقريبيَّة.

### البريطانيين
يعيش حوالي 200 ألف شخص بريطاني في مقاطعة لوس أنجلوس. يقيم العديد منهم في سانتا مونيكا.

### الهولنديين
هناك وجود أمريكي هولندي في منطقة لوس أنجلوس.

### الفرنسيين
هناك مجتمع فرنسي في لوس أنجلوس. 
تشمل مدارس فرنسية دولية مثل لايسي فرانشز والمدرسة الدولية في لوس أنجلوس.

### الألمان
هناك جالية ألمانية في لوس أنجلوس.

### اليونانيين
هناك جالية يونانية في لوس أنجلوس. 

### الإيطاليين
هناك جالية إيطالية في سان بيدرو.

### الروس
هناك جالية روسية في غرب هوليود.

### الأوكران
تعد لوس أنجلوس موطنًا لحوالي 34 ألف أوكراني.

### البولنديين
أكثر من 56 ألف شخص من أصل بولندي يعيشون في لوس أنجلوس.

### الليتوانيين
توجد جالية ليتوانية في سانت كازيمير الليتوانية في منطقة لوس فيليز.

### اللاتيفيين
هناك وجود لاتيفي في لوس أنجلوس. تُسجل المصادر التاريخيَّة أن حوالي 300 لاتيفي في لوس أنجلوس كانوا متواجدين في عام 1930. عمل اللاتفيون كمساحين، ورسامين، وصانعي أحذية، ونجارين، وصيادين، ومزارعين، وميكانيكيين، وبستانيين، وأصحاب متاجر.

### الرومانيين
يعيش أكثر من 10 آلاف روماني في منطقة لوس أنجلوس الكبرى. ينتشر الرومانيين في أحياء تتراوح من سانتا مونيكا إلى بيل.

## الأسبان واللاتينيين
شهدت المدينة تطورًا في الوجود الثقافي الإسباني (المكسيكي بشكل أساسي) منذ استيطانها كمدينة في عام 1781. يعد الأمريكيون المكسيكيون إحدى أكبر المجموعات العرقية في لوس أنجلوس منذ تعداد عام 1910، ومع وصول المهاجرين المكسيكيين والمكسيكيين المولودين في الولايات المتحدة من الولايات الجنوبية الغربية، أدى إلى الاقتصاد الصناعي المزدهر في منطقة لوس أنجلوس بين عامي 1915 و1960، فقد قُدر عدد السكان الأمريكيين المكسيكيين أو سكان شيكانو بنحو 815 ألف بحلول عام 1970. بلغت هذه الهجرة ذروتها في العشرينيات ومرة أخرى في حقبة الحرب العالمية الثانية(1941-1945).
كانت باريو المدينة الأصلية تقع في النصف الشرقي من المدينة والمجتمع الفردي في شرق لوس أنجلوس. بدأ اتجاه الأسبنة في عام 1970، ثم تسارع في الثمانينيات والتسعينيات مع الهجرة من المكسيك وأمريكا الوسطى (خاصة السلفادور وهندوراس وغواتيمالا). واستقر هؤلاء المهاجرون في الأحياء الشرقية والجنوبية للمدينة. الأمريكيون السلفادوريون هم ثاني أكبر عدد من السكان من أصل إسباني في لوس أنجلوس، وهي المدينة التي تضم أكبر عدد من السكان السلفادوريين خارج السلفادور والمغتربين السلفادوريين الذين يعيشون في الخارج وخارجها. كان هؤلاء لاجئين وصلوا في الثمانينيات والتسعينيات خلال الحرب الأهلية السلفادورية التي كانت جزءًا من أزمة أمريكا الوسطى. وبحلول عام 2000، كانت منطقة جنوب لوس أنجلوس منطقة ذات أغلبية لاتينية، مما أدى إلى نزوح معظم السكان الأمريكيين من أصل أفريقي والأمريكيين الآسيويين السابقين. يقال غالبًا أن المدينة تضم أكبر عدد من السكان المكسيكيين خارج المكسيك ولديها أكبر عدد من السكان الناطقين بالإسبانية خارج أمريكا اللاتينية أو إسبانيا. اعتبارًا من عام 2007، تراوحت تقديرات عدد السكان في الأصل من ولاية أواكساكا المكسيكية من 50.000 إلى 250.000. يتم أيضًا تمثيل جنسيات أمريكا الوسطى والكوبية والبورتوريكية وأمريكا الجنوبية.
هناك تحول للجيلين الثاني والثالث من الأمريكيين المكسيكيين من لوس أنجلوس إلى الضواحي القريبة، مثل مقاطعة فينتورا، ومقاطعة أورانج، وسان دييغو، ومنطقة إينلاند إمباير. انتقل المهاجرون المكسيكيون وغيرهم من ذوي الأصول الأسبانية إلى الأجزاء الشرقية والجنوبية من لوس أنجلوس، وفي بعض الأحيان، انتقل المهاجرون الآسيويون إلى المناطق التاريخية لتصبح مناطق أمريكية مُصطبغة بالعناصر آسيوية في الغالب. وبدءًا من أواخر الثمانينيات، أصبحت مدينة داوني مجتمع أغلبية لاتينية مشهورة في جنوب كاليفورنيا، وكان غالبية السكان الذين انتقلوا للعيش من الطبقة المتوسطة أو العليا، والجيل الثاني والثالث من الأمريكيين المكسيكيين.
أدت الهجرة المستمرة للمكسيكيين إلى كاليفورنيا من عام 1910 إلى عام 1930 إلى زيادة عدد السكان المكسيكيين واللاتينيين في لوس أنجلوس إلى 97116 أو 7.8٪. في عام 1930، وقد بدأت السُلُطات الأمريكيَّة في عملية إعادة كبيرة لـ من 400 إلى 500 ألف مهاجر مكسيكي وأطفالهم بعد بداية الكساد الكبير، والبطالة الهائلة، والتشجيع من قبل حكومة المكسيك، والتهديد بالترحيل ووكالات الرعاية الاجتماعية المستعدة لدفع ثمن تذاكر المغادرين ( كما غادر حوالي مليونان مهاجر أوروبي).
وفي الوقت نفسه، احتفلت المدينة بالذكرى السنوية الـ 150 لتأسيسها في عام 1931 بمهرجان "فييستا دي لوس أنجلوس" الكبير الذي ظهر فيه "رينا" الشقراء في زي رانشيرا التاريخي. بحلول عام 1940، انخفض عدد السكان اللاتينيين إلى 7.1%، لكنه ظل عند ما يزيد قليلاً عن 100 ألف نسمة.
خلال الحرب العالمية الثانية، اتخذ العداء تجاه الأمريكيين المكسيكيين شكلاً مختلفًا، حيث صورت الصحف المحلية شباب تشيكانو، الذين أطلقوا على أنفسهم أحيانًا اسم "باتشوكو"، على أنهم رجال عصابات همجيَّة وغير مُتحضرين. هاجم الجنود الأنجلوس شباب تشيكانو الذين كانوا يرتدون زي باتشوكو في ذلك الوقت، والمُكونة من معاطف طويلة بأكتاف عريضة، وسراويل مطوية عالية الخصر أو بدلات زوت. وفي عام 1943، أُدين اثنان وعشرون شابًا من تشيكانو بقتل شاب آخر في حفل أقيم في حفرة سباحة جنوب شرق لوس أنجلوس تُعرف باسم "البحيرة النائمة" في ليلة دافئة من شهر أغسطس عام 1942؛ تم إطلاق سراحهم في النهاية بعد استئناف أثبت براءتهم وعنصرية القاضي الذي أجرى المحاكمة. يُعرف الحدث اليوم باسم شغب بدلات أصحاب الزُّو.
في ستينيات وسبعينيات القرن العشرين، نظم التشيكانو أو التشيكانوس أو ما يُعرفون باسم أمريكيون مكسيكيون في لوس أنجلوس، احتجاجات ومظاهرات تطالب بحقوقهم المدنية وتعزز التمكين الذاتي في حركة شيكانو. في التسعينيات، أدت عملية إعادة تقسيم الدوائر إلى انتخاب أعضاء لاتينيين في مجلس المدينة وأول أعضاء لاتينيين في مجلس المشرفين في مقاطعة لوس أنجلوس منذ إنشائه. في عام 1994، أقر الناخبون في كاليفورنيا الاقتراح رقم 187، الذي حرم المهاجرين غير الشرعيين وأسرهم من الرعاية الاجتماعية والمزايا الصحية والتعليم في كاليفورنيا.
تم انتخاب عضو مجلس المدينة أنطونيو فيلارايجوسا عمدة في عام 2005، وهو أول لاتيني يُنتخب لهذا المنصب منذ عام 1872.
في سنة 2006، دعمت قوات مكافحة الهجرة القانون الفيدرالي لحماية الحدود ومكافحة الإرهاب ومراقبة الهجرة غير الشرعية لعام 2005 (HR 4437). جعل هذا الفعل "الوجود غير القانوني" لهُم بمثابة "جناية مشددة". في 25 مارس، نظم مليون لاتيني مسيرة لا غران في قاعة المدينة للاحتجاج على مشروع القانون. وكانت أكبر مظاهرة في تاريخ كاليفورنيا. جعلت احتجاجات مماثلة في مدن أخرى في جميع أنحاء البلاد من هذا نقطة تحول في النقاش حول إصلاح قوانين الهجرة.
يتركز ذوي الأصول الأسبانية في ضواحي وادي سان غابرييل مثل إل مونتي، وبالدوين بارك، وإرويندال، وويست كوفينا.

## أمريكيون شرق أوسطيون
تشمل مجموعات الشرق الأوسط في منطقة لوس أنجلوس السكان العرب والأرمن والإيرانيين والإسرائيليين. ويصنفهم إحصاء الولايات المتحدة على أنهم "بيض".
أكثر من 50% من رجال الشرق الأوسط في لوس أنجلوس يشغلون وظائف مهنية وإدارية اعتبارًا من عام 1990. وبالمقارنة مع الرجال، كانت احتمالات تولي النساء من خلفيات شرق أوسطية لهذه المناصب أقل. يعمل عدد كبير من المهاجرين الشرق أوسطيين إلى لوس أنجلوس لحسابهم الخاص.

### العرب
اعتبارًا من التعداد السكاني للولايات المتحدة عام 1990، كان عدد العرب في منطقة لوس أنجلوس 80 ألف نسمة، أي أنه يُمثل نسبة 9٪ من إجمالي عدد العرب في الولايات المتحدة ككُل. كان هذا، ودون احتساب منطقة مترو ديترويت في ميشيغان، فهو يُعتبر أحد أكبر التجمعات السكانية العربيَّة في البلاد. واعتبارًا من عام 1996، كانت الأسباب الاقتصادية هي الأسباب الرئيسية للهجرة العربية.
معظم العرب في منطقة لوس أنجلوس يأتون من مصر ولبنان، ويتواجد عرب من بلدان أخرى في الشرق الأوسط مثل سوريا،والعراق،والسعودية، واليمن،ودول الخليج وغيرها من الدُّول العربيَّة وفي شمال أفريقيا. معظم العرب في لوس أنجلوس هُم مسلمون، وهُنالك أعداد مُعتبرة من المسيحيون، وأقلية يهوديَّة.
اعتبارًا من عام 1996، تجاوز معدل العمل الحر للمديرين والمهنيين العرب في لوس أنجلوس أكثر من 50%.
في عام 1984، تأسست مدرسة نيو هورايزون، وهي مدرسة نهارية إسلاميَّة خاصَّة في جنوب باسادينا، وذلك برعاية المركز الإسلامي في جنوب كاليفورنيا. 80% من مجموع طلابها، اعتبارًا من عام 1988، كانوا مسلمين. كان لدى المدرسة ساعة واحدة يوميًا لتعليم اللُّغة العربيَّة لطلابها.

### الأرمن
تضم منطقة العاصمة لوس أنجلوس عددًا كبيرًا من السكان الأمريكيين الأرمن. ابتداءً من السبعينيات، حدثت موجات كبيرة من الهجرة الأرمنية إلى لوس أنجلوس، نتيجة للحرب الأهلية اللبنانية، والثورة الإيرانية، وانهيار الاتحاد السوفيتي، وحرب ناغورنو قره باغ الأولى.

### الإسرائيليين
اعتبارًا من التعداد السكاني للولايات المتحدة عام 1990، كان عدد سكان منطقة لوس أنجلوس يضم 20 ألف مواطن إسرائيلي، أي 17% من إجمالي عدد الإسرائيليين في الولايات المتحدة. كان هذا ثاني أكبر عدد من السكان الإسرائيليين بعد مدينة نيويورك. اعتبارًا من عام 1996، كانت الأسباب الاقتصادية هي الأسباب الرئيسية للهجرة الإسرائيلية.
اعتبارًا من عام 1996، كان معظم المهاجرين من إسرائيل إلى لوس أنجلوس هم من اليهود المتحدثين بالعبرية.
اعتبارًا من عام 1996، تجاوز معدل العمل الحر للمديرين والمهنيين الإسرائيليين في لوس أنجلوس أكثر من 50%.

## سُكان جزر المحيط الهادئ
وفقًا لتقرير منظمة مهتمة في تعداد الآسيويين وجُزر المُحيط الهادئ الأمريكيين، فقد بلغ عدد سكان مقاطعة لوس أنجلوس 54 ألف من سكان جزر المحيط الهادئ اعتبارًا من عام 2010. من عام 2000 إلى عام 2010، زاد عدد سكان جزر المحيط الهادئ في مقاطعة لوس أنجلوس بنسبة 9٪. في عام 2010، كان عدد سكان مدينة لوس أنجلوس 15 ألف من سكان جزر المحيط الهادئ، وهو العدد الأكبر من الناحية العددية في المقاطعة. وكان أكبر نصيب للفرد من السكان في كارسون . من عام 2000 إلى عام 2010، زاد عدد سكان جزر المحيط الهادئ في غلينديل بنسبة 74٪، وهي أكبر زيادة من نوعها في المقاطعة.
نما عدد سكان الأمريكيين الفيجيين في المقاطعة بنسبة 68% خلال الفترة 2000-2010، مما يجعلهم المجموعة الأسرع نموًا في جزر المحيط الهادئ. مقاطعة لوس أنجلوس، اعتبارًا من عام 2013، تضم أكبر عدد من سكان هاواي الأصليين غير المهاجرين في البر الرئيسي للولايات المتحدة.

### هاواي
يتواجد مجتمع هاواي في لوس أنجلوس.

## آخرون
يمثل الأمريكيون الأصليون وسكان ألاسكا الأصليون (بما في ذلك مجموعات هنود أمريكا اللاتينية) نسبة منخفضة، ولكنها جزء ملحوظ من السكان. يُعتقد أن لوس أنجلوس تضم أكبر مجتمع هندي حضري في الولايات المتحدة (يقدر عددهم بأكثر من 100 ألف - حوالي 2٪ أو أعلى إلى 5٪ من سكان المدينة) الذين ينتمون إلى أكثر من 100 دولة قبلية. هناك ما بين ألفين و25 ألف عضو من الشِّيروكي المتمركزين في تاهليكوا، أوكلاهوما في المدينة والمقاطعة على التوالي. هناك قبيلة تشوماش المحلية التي يشمل موطنها حوض لوس أنجلوس والساحل الأوسط لكاليفورنيا. يُشار إلى الأمريكيين الأصليين في لوس أنجلوس، كما هو الحال في جميع أنحاء البلاد، على أنهم "أقلية غير مرئية" في الصحافة.
يعيش أكثر من 50 ألف غجري في لوس أنجلوس. يوجد في لوس أنجلوس أكبر عدد من سكان الغجر الأمريكيين في الولايات المتحدة.
تاريخ ريفيرتاون، المعروف أيضًا باسم "فروجتاون"، وهو جيب للمهاجرين الفرنسيين يعود تاريخه إلى أواخر القرن التاسع عشر في وسط مدينة لوس أنجلوس.
يوجد في لوس أنجلوس عدد كبير من السكان الإيطاليين.
يعيش أكثر من 56 ألف شخص من أصل بولندي في لوس أنجلوس.
يتركز البرازيليون في كولفر سيتي وبالمز.
يقيم حوالي 40 ألف أمريكي أسترالي في منطقة لوس أنجلوس. تضم لوس أنجلوس أكبر عدد من السكان الأستراليين في الولايات المتحدة. 
هناك مجتمع المهاجرين البليزيين في لوس أنجلوس.

## الجيوب العرقية
الجيوب العرقية مثل الحي الصيني، والحي البيزنطي اللاتيني، والحي الفلبيني، وأرمينيا الصغيرة، وإثيوبيا الصغيرة، وبنغلاديش الصغيرة، وموسكو الصغيرة (في هوليوود)، وطوكيو الصغيرة، والمكان الكرواتي، وفيا إيطاليا في سان بيدرو، والعديد من الأحياء الكورية، وطهرانجيليس في غرب لوس أنجلوس، والجيوب الصينية في وادي سان غابرييل والمدينة التايلاندية تقدم أمثلة على الطابع متعدد اللغات والثقافات في لوس أنجلوس. فيما يلي قائمة بالعديد من الجيوب العرقية الموجودة في منطقة العاصمة لوس أنجلوس.

## التركيبة السكانية التاريخية
تاريخيًا، كانت هناك هجرة محدودة إلى لوس أنجلوس من أوروبا عبر موانئ سان بيدرو ولونج بيتش وفينيسيا. في النصف الأول من القرن العشرين كانت هناك أحياء أيرلندية، وإيطالية، ويونانية، وكرواتية، وصربية، وبولندية، وألمانية، وبرتغالية، وأرمنية في بنكر هيل (في ما يُعرف الآن بالمركز المدني في لوس أنجلوس) وفي بويل/لينكولن هايتس.
تتمتع لوس أنجلوس بتاريخ من السكان اليهود، وكان لديهم أحياء على الجانب الشرقي من لوس أنجلوس في أوائل القرن العشرين. في الوقت الحاضر، يميل اليهود في لوس أنجلوس إلى العيش في الجانب الغربي وفي وادي سان فرناندو.
في سبعينيات القرن التاسع عشر، تم تجنيد أبناء من طائفة المورمون من ولاية يوتا للاستقرار في حوض لوس أنجلوس وسان برناردينو، فساهموا في تطوير اقتصادها المحلي. في الثلاثينيات من القرن الماضي، استقر الآلاف من سكان أوكيز وغيرهم من البيض الريفيين النازحين من السهول الكبرى وجنوب الولايات المتحدة في منطقة أرويو سيكو وإليزيان بارك.
منذ الحرب العالمية الثانية (أي منذ عام 1945 فصاعدًا) انتقل معظم البيض في هذه الأحياء إلى أجزاء أخرى من المدينة (مثل وادي سان فرناندو، وست وود)، والضواحي القريبة بما في ذلك سانتا كلاريتا، وساحل أورانج، وآناهايم ، ويوربا ليندا، ونوركو، وسيمي فالي وأجزاء أخرى من جنوب كاليفورنيا.

## الأنساب
معظم السلالات في لوس أنجلوس هي الإنجليزية (3.1%)، الفرنسية (1.1%)، الألمانية (3.8%)، الأيرلندية (3.6%)، الإيطالية (2.7)، النرويجية (0.4)، البولندية (1.4) والاسكتلندية (0.7).
| النسب حسب الأصل (2021) | رقم    | % |
| ---------------------- | ------ | - |
| أفغانستان              | 2,513  |   |
| ألبانيا                | 52     |   |
| العرب                  | 23,680 |   |
| أرمينيا                | 67,653 |   |
| أستراليا               | 954    |   |
| البرازيل               | 1,502  |   |
| هولندا                 | 3,375  |   |
| تركيا                  | 2,458  |   |
| رومانيا                | 2,835  |   |
| المجر                  | 3,946  |   |
| اليونان                | 3,316  |   |
| إيطاليا                | 33,929 |   |
| المملكة المتحدة        | 6,619  |   |
| بلغاريا                | 483    |   |
| لاتفيا                 | 78     |   |
| ليتوانيا               | 1,157  |   |
| إسرائيل                | 7,716  |   |
| جنوب إفريقيا           | 1,320  |   |
| روسيا                  | 27,591 |   |
| بولندا                 | 12,248 |   |
| ألمانيا                | 32,638 |   |
| إثيوبيا                | 4,151  |   |
| كندا                   | 2,031  |   |

## ملحوظات
1. ↑  "American FactFinder - Community Facts". archive.ph. 11 فبراير 2020. مؤرشف من الأصل في 2020-02-11. اطلع عليه بتاريخ 2022-02-28.
2. ↑  "American FactFinder - Results". archive.ph. 11 فبراير 2020. مؤرشف من الأصل في 2020-02-11. اطلع عليه بتاريخ 2022-02-28.
3. 1 2 3 4  Dunn, William. 2007 The Gangs of Los Angeles. (ردمك 978-0-595-44357-4)
4. 1 2  "Environmental Justice Timeline in Los Angeles - SAJE :: Shift power, change lives". مؤرشف من الأصل في 2007-12-05. اطلع عليه بتاريخ 2009-04-15.
5. ↑  "Archived copy". مؤرشف من الأصل في 2002-09-14. اطلع عليه بتاريخ 2009-12-01.{{استشهاد ويب}}:  صيانة الاستشهاد: الأرشيف كعنوان (link)
6. ↑  "Still looking for a 'Black mecca,' the new Great Migration". واشنطن بوست. 14 يناير 2022. مؤرشف من الأصل في 2023-06-01.
7. ↑  Hunt، Darnell؛ Ramon، Ana-Christina (مايو 2010). Black Los Angeles: American Dreams and Racial Realities. ISBN:9780814773062. مؤرشف من الأصل في 2023-04-10.
8. ↑  Zanfagna، Christina (29 أغسطس 2017). Holy Hip Hop in the City of Angels. ISBN:9780520296206. مؤرشف من الأصل في 2023-04-10.
9. ↑  Boyer, Edward J. (25 Apr 1985). "American Dream : Caribbeans --Driven Immigrants". Los Angeles Times (بالإنجليزية الأمريكية). Archived from the original on 2023-04-15. Retrieved 2022-01-15.
10. ↑  "How to Spend a Day in Los Angeles' Little Ethiopia". www.california.com. مؤرشف من الأصل في 2023-12-01.
11. ↑  Ducros، Faustina Marie (2013). "And They All Came From New Orleans": Louisiana Migrants in Los Angeles--Interpretations of Race, Place, and Identity (Thesis). مؤرشف من الأصل في 2023-02-08.
12. ↑  "How Creole Cuisine Became the Unassuming Cornerstone of LA's Food Landscape". مارس 2022. مؤرشف من الأصل في 2023-03-29.
13. ↑  "A Guide To Little Ethiopia". 17 سبتمبر 2022. مؤرشف من الأصل في 2023-12-08.
14. ↑  Where Jamaicans Live نسخة محفوظة 2023-03-21 على موقع واي باك مشين.
15. ↑  "Country of Birth of Foreign-Born Population, Los Angeles County, California". www.laalmanac.com. مؤرشف من الأصل في 2023-10-02.
16. 1 2 3 4 5 6  Trinidad, Elson. "L.A. County is the Capital of Asian America" ( نسخة محفوظة 2014-04-07 على موقع واي باك مشين.). KCET. September 27, 2013. Retrieved on April 3, 2014.
17. ↑  "Little Bangladesh must grow into its name". Los Angeles Times. 28 نوفمبر 2010. مؤرشف من الأصل في 2023-12-15.
18. ↑  The Cambodian Community نسخة محفوظة 2022-09-11 على موقع واي باك مشين.
19. 1 2  Mason, William Marvin. 1967. "The Chinese in Los Angeles." The Museum Alliance Quarterly, Fall. pp.15–20.
20. ↑  Scott Zesch, "Chinese Los Angeles in 1870—1871: The Makings of a Massacre", Southern California Quarterly, 90 (Summer 2008): 109–158; William R. Locklear, "The Celestials and the Angels: A Study of the Anti-Chinese Movement in Los Angeles to 1882", The Historical Society of Southern California Quarterly, 42 (March 1960), 239–256.
21. 1 2 3  Estrada, William David. 2008. The Los Angeles Plaza: Sacred and Contested Space. Austin, Texas: University of Texas Press.
22. ↑  "Filipino Americans hope for more recognition with new arch in L.A.'s Historic Filipinotown". لوس أنجلوس تايمز. 2 مارس 2022. مؤرشف من الأصل في 2024-01-17.
23. ↑  Koerner، Mae Respicio (2007). Filipinos in Los Angeles. ISBN:9780738547299. مؤرشف من الأصل في 2023-04-15.
24. ↑  "Little India, already struggling before the pandemic, is at a crossroads". Los Angeles Times. 2 يناير 2022. مؤرشف من الأصل في 2024-01-17.
25. ↑  "No Enclave — Exploring Indonesian Los Angeles". 19 مايو 2015. مؤرشف من الأصل في 2023-06-02.
26. ↑  Fujita-Rony، Dorothy B. (25 يناير 2021). The Memorykeepers: Gendered Knowledges, Empires, and Indonesian American History. ISBN:9789004436237. مؤرشف من الأصل في 2023-04-10.
27. ↑  John Modell,  The economics and politics of racial accommodation: The Japanese of Los Angeles, 1900-1942 (1977).
28. ↑  Hayden, Dolores. "Landscapes of loss and remembrance: the case of little Tokyo in Los Angeles." Studies In The Social And Cultural History Of Modern Warfare 5 (1999): 142-160.
29. ↑  Ivan Light and Edna Bonacich. Immigrant Entrepreneurs: Koreans in Los Angeles, 1965-1982' '(1991).
30. ↑  Laux، H. C.؛ Theme، G. (2006). "Koreans in Greater Los Angeles: socioeconomic polarization, ethnic attachment, and residential patterns". في Li، W. (المحرر). From urban enclave to ethnic suburb: New Asian communities in Pacific Rim countries. Honolulu: U of Hawaii Press. ص. 95–118. ISBN:0-8248-2911-5.
31. ↑  Youngmin Lee؛ Kyonghwan Park (2008). "Negotiating hybridity: transnational reconstruction of migrant subjectivity in Koreatown, Los Angeles". Journal of Cultural Geography. ج. 25 ع. 3: 245–262. DOI:10.1080/08873630802433822. S2CID:145462855.
32. ↑  Abelmann، Nancy؛ Lie، John (1997). Blue dreams: Korean Americans and the Los Angeles riots. Cambridge: Harvard University Press. ISBN:0-674-07705-9.
33. ↑  "Koreatown Crime". Los Angeles Times. مؤرشف من الأصل في 2023-04-07. اطلع عليه بتاريخ 2012-08-27.
34. ↑  David Zahniser (1 أغسطس 2012). "Koreatown residents sue L.A. over redistricting". Los Angeles Times. مؤرشف من الأصل في 2012-08-02. اطلع عليه بتاريخ 2012-08-27.
35. ↑  Park، Edward J. W. (1998). "Competing visions: Political formation of Korean Americans in Los Angeles, 1992-1997". Amerasia Journal. ج. 24 ع. 1: 41–57. DOI:10.17953/amer.24.1.320208pj23401021. S2CID:146498339. مؤرشف من الأصل في 2013-08-26.
36. ↑  Abelmann، Nancy؛ Lie، John (1997). Blue dreams: Korean Americans and the Los Angeles riots. Cambridge: Harvard University Press. ص. 184–185. ISBN:0-674-07705-9.
37. ↑  Schaefer، Richard T.؛ Zellner، William W. (18 مايو 2007). Extraordinary Groups: An Examination of Unconventional Lifestyles. ISBN:9780716770343. مؤرشف من الأصل في 2023-04-10.
38. ↑  Martorell، Chanchanit؛ Morlan، Beatrice "Tippe" (21 مارس 2011). Thais in Los Angeles. ISBN:9781439640593. مؤرشف من الأصل في 2023-04-10.
39. ↑  "No Enclave — Exploring Vietnamese Los Angeles". 16 يناير 2019. مؤرشف من الأصل في 2023-03-27.
40. ↑  Potowski، Kim (5 أغسطس 2010). Language Diversity in the USA. ص. 132. ISBN:9781139491266. مؤرشف من الأصل في 2023-04-30.
41. ↑   http://www.csun.edu/~smr78195/aas345/report/fall04/vietnamese.htm نسخة محفوظة 2023-08-11 على موقع واي باك مشين.
42. ↑  "History - History of Los Angeles". www.introducinglosangeles.com. مؤرشف من الأصل في 2023-05-12.
43. ↑  "White Population". www.csun.edu. مؤرشف من الأصل في 2023-10-11.
44. ↑  "Two Early Basque Towns". مؤرشف من الأصل في 2024-01-26.
45. ↑  "The accent on Brits". لوس أنجلوس تايمز. 18 أبريل 2010. مؤرشف من الأصل في 2023-06-15.
46. ↑  Carl Pegels، C. (أغسطس 2011). Prominent Dutch American Entrepreneurs: Their Contributions to American Society, Culture and Economy. ISBN:9781617355011. مؤرشف من الأصل في 2023-05-03.
47. ↑  "Frenchtown: The Forgotten History of Los Angeles' French Community". 5 مارس 2020. مؤرشف من الأصل في 2023-10-04.
48. ↑  The History of the German Americans In Early Los Angeles City and County.
49. ↑  "The History of the Greek Community of Los Angeles". مؤرشف من الأصل في 2023-12-01.
50. ↑  "History". مؤرشف من الأصل في 2023-10-03.
51. ↑  Bitetti، Marge (2007). Italians in Los Angeles. ISBN:9780738547756. مؤرشف من الأصل في 2023-04-30.
52. ↑  "Russian-Speaking Community | City of West Hollywood". مؤرشف من الأصل في 2024-01-18.
53. ↑  "No Enclave — Ukrainian Los Angeles". 25 فبراير 2022. مؤرشف من الأصل في 2023-01-30.
54. ↑  "Where to Find Poland in Los Angeles Los Angeles Magazine". مؤرشف من الأصل في 2023-04-14.
55. ↑  "Los Angeles, California: Lithuanians and Lithuanian heritage | Global True Lithuania". global.truelithuania.com. مؤرشف من الأصل في 2023-10-01.
56. ↑  Moora، Astra (11 أبريل 2008). "Los Angeles is Latvian center for more than 100 years". مؤرشف من الأصل في 2023-09-22.
57. ↑  "On the Edge of Emancipation : Immigrants: Ceausescu's downfall has liberated Romanians in Southern California who had treated each other as if they were spies for the dictator". Los Angeles Times. مؤرشف من الأصل في 2023-10-14.
58. ↑  "Sounds in Oaxacalifornia: Gala Porras-Kim Investigates Indigenous Tones, 18th Street Arts Center". Artbound – KCET – Los Angeles. 31 يوليو 2012. مؤرشف من الأصل في 2023-04-14. اطلع عليه بتاريخ 2012-08-07.
59. ↑  "Latinos' rising fortunes are epitomized in Downey". لوس أنجلوس تايمز. 5 أغسطس 2015. مؤرشف من الأصل في 2023-10-03.
60. ↑  see "Unwanted Mexican Americans" by Abraham Hoffman
61. ↑  Dunn, William. 2007 The Gangs of Los Angeles. (ردمك 978-0-595-44357-4)ISBN 978-0-595-44357-4
62. ↑  Eduardo Obregón Pagán, "Los Angeles geopolitics and the zoot suit riot, 1943," Social Science History (2000) 24#1 pp: 223-256.
63. ↑  James H. Johnson Jr, Walter C. Farrell Jr, and Chandra Guinn. "Immigration reform and the browning of America: Tensions, conflicts and community instability in metropolitan Los Angeles," International Migration Review (1997) 31#4 pp: 1055-1095 in JSTOR. نسخة محفوظة 2023-04-10 على موقع واي باك مشين.
64. ↑  MecoyBeeLosAngelesBureau، Laura (2 يوليو 2005). "Leading the way Villaraigosa becomes first Latino mayor of Los Angeles since 1872". The Sacramento Bee. ص. A.3. ISSN:0890-5738.
65. 1 2 3  Bozorgmehr, Der-Martirosian, Sabagh, "Middle Easterners: A New Kind of Immigrant," p. 352. نسخة محفوظة 2023-05-26 على موقع واي باك مشين.
66. ↑  Bozorgmehr, Der-Martirosian, Sabagh, "Middle Easterners: A New Kind of Immigrant," p. 349. نسخة محفوظة 2023-04-14 على موقع واي باك مشين.
67. 1 2 3  Bozorgmehr, Der-Martirosian, Sabagh, "Middle Easterners: A New Kind of Immigrant," p. 353. نسخة محفوظة 2023-04-10 على موقع واي باك مشين.
68. 1 2  Bozorgmehr, Der-Martirosian, Sabagh, "Middle Easterners: A New Kind of Immigrant," p. 355. نسخة محفوظة 2023-05-19 على موقع واي باك مشين.
69. ↑  Bozorgmehr, Der-Martirosian, and Sabagh. "Middle Easterners: A New Kind of Immigrant", p. 348. نسخة محفوظة 2023-04-30 على موقع واي باك مشين.
70. ↑  Lingre, Michele. "Early Linguists : Private Foreign-Language Schools Give Bilingual Education a New Twist." لوس أنجلوس تايمز. April 28, 1988. p. 2. Retrieved on June 29, 2015. نسخة محفوظة 2024-02-27 على موقع واي باك مشين.
71. ↑  Aghajanian, Liana (17 أغسطس 2016). "In L.A., Armenians' Disparate Food Traditions Live Side by Side". Eater. مؤرشف من الأصل في 2024-01-19. اطلع عليه بتاريخ 2023-03-07.
72. ↑  Nihipali، Elizabeth؛ Pelayo، Lessa Kanani'Opua؛ Lozada، Christian Hanz؛ Roberts، Cheryl Villareal؛ Olaes، Lorelie Santonil (2012). Hawaiians in Los Angeles. ISBN:9780738593203. مؤرشف من الأصل في 2023-04-15.
73. ↑  "Race / Racism". PRRAC.org. مؤرشف من الأصل في 2015-12-08. اطلع عليه بتاريخ 2016-01-26.
74. ↑  Schaefer، Richard T.؛ Zellner، William W. (18 مايو 2007). Extraordinary Groups: An Examination of Unconventional Lifestyles. ISBN:9780716770343. مؤرشف من الأصل في 2023-04-10.
75. ↑  Andrew Lynch (2019). The Routledge Handbook of Spanish in the Global City. ص. 407. مؤرشف من الأصل في 2023-08-06.
76. ↑  "Frenchtown: The Forgotten History of los Angeles' French Community". 5 مارس 2020. مؤرشف من الأصل في 2023-04-10.
77. ↑  Bitetti، Marge (2007). Italians in Los Angeles. ISBN:9780738547756. مؤرشف من الأصل في 2023-04-10.
78. ↑  "Where to Find Poland in Los Angeles los Angeles Magazine". 11 نوفمبر 2014. مؤرشف من الأصل في 2023-04-14.
79. ↑  "Brazilian enclave takes root in Culver City, boosted by World Cup". لوس أنجلوس تايمز. 24 يونيو 2014. مؤرشف من الأصل في 2023-04-15.
80. ↑  Consul-General in Los Angeles نسخة محفوظة 2023-04-14 على موقع واي باك مشين.
81. ↑  Straughan، Jerome (1 يناير 2004). "Belizean Immigrants in Los Angeles". مؤرشف من الأصل في 2023-06-15 – عبر www.academia.edu. {{استشهاد بدورية محكمة}}: الاستشهاد بدورية محكمة يطلب |دورية محكمة= (مساعدة)
82. ↑  "Jews share a sense of place in L.A. History". مايو 2013. مؤرشف من الأصل في 2024-02-05.
83. ↑  "Los Angeles city, California". مؤرشف من الأصل في 2023-10-14.
84. ↑  "Explore Census Data". مؤرشف من الأصل في 2022-10-29.